# Interchenar

Schematische Präsentation von zwei (interchenaren) Disulfidbrücken zwischen Peptidketten zweier Proteine.

Der Begriff interchenar beschreibt in Chemie und Biochemie den Strukturaspekt, dass eine Brückenbindung (also eine Bindung, die nicht direkt aufeinanderfolgende Monomere miteinander auch auf andere Weise als die, die der Polymerisationsreaktion zugrunde liegt, verknüpft, z. B. eine Disulfidbrücke, eine Wasserstoffbrücke o. ä.) zwischen zwei verschiedenen Polymerketten lokalisiert ist; das Gegenteil ist intrachenar.